# مايكو كازاما
مايكو كازاما (باليابانية: 風間舞子) هي ممثلة يابانية، ولدت في 25 مايو 1956 في اليابان.

## وصلات خارجية
- مايكو كازاما على موقع IMDb (الإنجليزية)
- مايكو كازاما على موقع قاعدة بيانات الفيلم (الإنجليزية)